# Campionato lituano di calcio
Il campionato lituano di calcio ha come massima divisione la A lyga.
Questa è formata da un girone all'italiana di dieci squadre che si affrontano quattro volte, per un totale di trentasei partite a stagione. Al secondo livello troviamo la Pirma lyga, che è composta da nove squadre, mentre al terzo livello c'è la II Lyga, che è composta da due gironi di dieci squadre ciascuno. Scendendo ulteriormente di livello troviamo la III Lyga e la SFL.
Il calcio in Lituania deve confrontarsi con la grandissima popolarità della pallacanestro, primo sport nazionale.

## Attuale sistema
| Livelli | Divisioni                      | Divisioni                      | Divisioni                      | Divisioni                      | Divisioni                      | Divisioni                      | Divisioni                      | Divisioni                      | Divisioni                      | Divisioni                      | Divisioni                      | Divisioni                      | Divisioni                      | Divisioni                      | Divisioni                      | Divisioni                      | Divisioni                      | Divisioni                      |
| ------- | ------------------------------ | ------------------------------ | ------------------------------ | ------------------------------ | ------------------------------ | ------------------------------ | ------------------------------ | ------------------------------ | ------------------------------ | ------------------------------ | ------------------------------ | ------------------------------ | ------------------------------ | ------------------------------ | ------------------------------ | ------------------------------ | ------------------------------ | ------------------------------ |
| 1       | A lyga 10 club 1 retrocessione | A lyga 10 club 1 retrocessione | A lyga 10 club 1 retrocessione | A lyga 10 club 1 retrocessione | A lyga 10 club 1 retrocessione | A lyga 10 club 1 retrocessione | A lyga 10 club 1 retrocessione | A lyga 10 club 1 retrocessione | A lyga 10 club 1 retrocessione | A lyga 10 club 1 retrocessione | A lyga 10 club 1 retrocessione | A lyga 10 club 1 retrocessione | A lyga 10 club 1 retrocessione | A lyga 10 club 1 retrocessione | A lyga 10 club 1 retrocessione | A lyga 10 club 1 retrocessione | A lyga 10 club 1 retrocessione | A lyga 10 club 1 retrocessione |
| 2       | Pirma lyga 12 club             | Pirma lyga 12 club             | Pirma lyga 12 club             | Pirma lyga 12 club             | Pirma lyga 12 club             | Pirma lyga 12 club             | Pirma lyga 12 club             | Pirma lyga 12 club             | Pirma lyga 12 club             | Pirma lyga 12 club             | Pirma lyga 12 club             | Pirma lyga 12 club             | Pirma lyga 12 club             | Pirma lyga 12 club             | Pirma lyga 12 club             | Pirma lyga 12 club             | Pirma lyga 12 club             | Pirma lyga 12 club             |
| 3       | II lyga Sud 10 club            | II lyga Sud 10 club            | II lyga Sud 10 club            | II lyga Sud 10 club            | II lyga Sud 10 club            | II lyga Sud 10 club            | II lyga Sud 10 club            | II lyga Sud 10 club            | II lyga Sud 10 club            | II lyga Ovest 10 club          | II lyga Ovest 10 club          | II lyga Ovest 10 club          | II lyga Ovest 10 club          | II lyga Ovest 10 club          | II lyga Ovest 10 club          | II lyga Ovest 10 club          | II lyga Ovest 10 club          | II lyga Ovest 10 club          |
| 4       | III lyga, 7 gironi             | III lyga, 7 gironi             | III lyga, 7 gironi             | III lyga, 7 gironi             | III lyga, 7 gironi             | III lyga, 7 gironi             | III lyga, 7 gironi             | III lyga, 7 gironi             | III lyga, 7 gironi             | III lyga, 7 gironi             | III lyga, 7 gironi             | III lyga, 7 gironi             | III lyga, 7 gironi             | III lyga, 7 gironi             | III lyga, 7 gironi             | III lyga, 7 gironi             | III lyga, 7 gironi             | III lyga, 7 gironi             |
| 5       | SFL, 4 gironi                  | SFL, 4 gironi                  | SFL, 4 gironi                  | SFL, 4 gironi                  | SFL, 4 gironi                  | SFL, 4 gironi                  | SFL, 4 gironi                  | SFL, 4 gironi                  | SFL, 4 gironi                  | SFL, 4 gironi                  | SFL, 4 gironi                  | SFL, 4 gironi                  | SFL, 4 gironi                  | SFL, 4 gironi                  | SFL, 4 gironi                  | SFL, 4 gironi                  | SFL, 4 gironi                  | SFL, 4 gironi                  |